# ツェル・イム・フィヒテルゲビルゲ
ツェル・イム・フィヒテルゲビルゲ（ドイツ語: Zell im Fichtelgebirge、2007年まではツェルが公式の名称であった）は、ドイツ連邦共和国バイエルン州オーバーフランケン行政管区ホーフ郡に属する市場町。ツェル近郊のフィヒテル山地に属するヴァルトシュタイン山からザーレ川が湧出する。

## 地理

### 自治体の構成
この市場町は、公式には17の地区 (Ort) からなる。このうち孤立農場などを除く集落を以下に列記する。
| - フリートマンスドルフ - グロッセナウ - グロースロスニッツ - レステン - シュタインビュール - ヴァルペンロイト - ツェル |

## 歴史
この町は、1323年3月7日のルートヴィヒ・デア・バイエルンの記録に初めて登場する。1550年に、この地域は、ブランデンブルク＝バイロイト辺境伯に帝国封土として与えられた。ツェルは、バイロイト辺境伯領のシュトッケンロート・アムトに属することとなった。1792年からはプロイセン王国のバイロイト侯領となり、1807年のティルジットの和約でフランス統治下に置かれ、1810年にバイエルン王国領となった。2007年7月15日にツェルからツェル・イム・フィヒテルゲビルゲに改名された。

## 公営施設

### レクリエーション施設とスポーツ施設
- 屋外温水プール
- テニスコート（ヴァルトシュタイン・テニスクラブ）
- FC ツェル・スポーツ施設
- ミュンヒベルク・エアスポーツグループのツェル＝ハイドベルク特殊飛行場
- 標識のある環状遊歩道

## 文化と見所

### 劇場
- ヴァイトシュタイン祝祭劇場

### 博物館
- クラインロスニッツ地区のオーバーフランケン農場博物館

### 建築物
- 聖ガルス教会（ルター派）

## 引用
1. ↑  https://www.statistikdaten.bayern.de/genesis/online?operation=result&code=12411-003r&leerzeilen=false&language=de Genesis-Online-Datenbank des Bayerischen Landesamtes für Statistik Tabelle 12411-003r Fortschreibung des Bevölkerungsstandes: Gemeinden, Stichtag (Einwohnerzahlen auf Grundlage des Zensus 2011)
2. ↑  Bayerische Landesbibliothek Online